# Rothschildia prionia
Rothschildia prionia is een vlinder uit de onderfamilie Saturniinae van de familie nachtpauwogen (Saturniidae).
De wetenschappelijke naam van de soort is voor het eerst geldig gepubliceerd door Lionel Walter Rothschild in 1907.